# David A. Reed

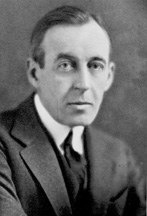
David Aiken Reed

David Aiken Reed (* 21. Dezember 1880 in Pittsburgh, Pennsylvania; † 10. Februar 1953 in Sarasota, Florida) war ein US-amerikanischer Politiker (Republikanische Partei), der den Bundesstaat Pennsylvania im US-Senat vertrat.
Nach dem Besuch von Privatschulen machte David Reed 1896 seinen Abschluss an der Shadyside Academy. Er graduierte 1900 in Princeton und drei Jahre darauf an der Law School der University of Pittsburgh; nach der Aufnahme in die Anwaltskammer begann er in Pittsburgh zu praktizieren. Von 1912 bis 1915 stand er der staatlichen Kommission für Arbeitsunfälle vor. Während des Ersten Weltkrieges diente er ab 1917 als Major der Artillerie, ehe er 1919 in seine Kanzlei zurückkehrte.
Nach dem Tod von US-Senator William E. Crow wurde Reed am 8. August 1922 zu dessen Nachfolger im Kongress berufen; am 7. November desselben Jahres wurde er für eine eigene Amtsperiode gewählt. Nach einer Wiederwahl im Jahr 1928 verblieb er bis zum 3. Januar 1935 im Senat; bei der Wahl im Jahr 1934 unterlag er dem Demokraten Joseph F. Guffey.
In der Folge arbeitete David Reed wieder als Jurist in Pittsburgh. Er starb 1953 und wurde auf dem Nationalfriedhof Arlington beigesetzt.